# كريس هافيلاند
كريس هافيلاند هو موظف مدني وسياسي أسترالي، ولد في 27 فبراير 1952 في سيدني في أستراليا. نشط حزبياً في حزب العمال الأسترالي. وقد انتخب عضو مجلس النواب الأسترالي ‏ عن دائرة Division of Macarthur ‏ (13 مارس 1993 – 29 يناير 1996).